# Mouvement de la foi allemande
Le mouvement de la foi allemande (en allemand, Deutsche Glaubensbewegung) est un mouvement religieux façonné par des idées nationalistes au cours du Troisième Reich de 1933 à 1945.

## Origine
Le mouvement de la foi allemande tire ses idées religieuses du christianisme ethnique. L'origine idéologique est basée sur la « piété particulière » et trouve ses débuts dans l'ariosophie, la « sagesse des Aryens ». Pour le mouvement de la foi allemande, cela signifie qu'une « piété particulière » est liée à un peuple ou à une race humaine en particulier. Aryen est assimilé à Germanique. Le mouvement regroupe en tant que mouvement fédéral de nombreux groupes néopaïens et de liberté religieuse et a un statut comparable à une église. Selon une publication au début du Troisième Reich, le groupe comprend de nombreux libres penseurs (anciennement communistes).

## Histoire
Les 29 et 30 juillet 1933, Jakob Wilhelm Hauer réunit à Eisenach les plus importants groupes de religion libre, protestants libres, religieux völkisch et de foi allemande. Les différents groupes religieux suivent un appel conjoint « aux hommes d'un mouvement de foi germanique-allemande », signés entre autres par Hauer, Ernst Bergmann et Arthur Drews, ainsi que des mystiques comme Ludwig Fahrenkrog, Bernhard Kummer (en), Gustav Neckel (en), Herman Wirth, Theodor Fritsch, Ernst zu Reventlow, Wilhelm Schwaner (de) et Georg Stammler (de).
Le groupe de travail réunit les principaux groupes de foi allemande : la Germanische Glaubensgemeinschaft (de), la Volkschaft der Nordungen, la Nordische Glaubensgemeinschaft, le Rig-Kreis, les Adler und Falken (de), la Deutschgläubige Gemeinschaft, la Nordisch-religiöse Arbeitsgemeinschaft ainsi que des membres du Freundeskreises der Kommenden Gemeinde ; la Bund Freireligiöser Gemeinden Deutschlands (de) participe aussi à ce groupe. À sa tête se trouvent Hauer et un conseil de direction. Les représentants officiels de la religion libre annulent leur participation après une réunion du conseil. Si on compte les membres de la religion libre parmi les membres du mouvement de la foi allemande, on estime que les six septièmes (entre 60 000 et 90 000) proviennent des milieux religieux libres et non des milieux völkisch.
Le conseil de direction comprend le philosophe Ernst Bergmann, le raciologue Hans F. K. Günther, Ernst zu Reventlow et Matthes Ziegler (de) (bureau Rosenberg), les spécialistes des religions Hermann Mandel (de) et Otto Huth (en), l'historien Herman Wirth, Ludwig Fahrenkrog, Lothar Stengel-von Rutkowski (Adler und Falken) et Johann von Leers.
En mai 1935, la plupart des groupes se dissolvent en faveur d'une transformation en un mouvement religieux unifié de la foi allemande (Deutsche Glaubensbewegung, DG). Le conseil de direction est dissous, Jakob Wilhelm Hauer est élu premier président et Ernst zu Reventlow vice-président. Les membres sont autorisés à déclarer comme désignation officielle "deutschgläubig" dans les documents d'état civil. Au sein de la DG, cependant, il y a une grande tension entre les ligues völkisch (telles que la ligue de Köngen) et les ligues plus libérales (telles que les religieux libres). Les sujets de conflit sont notamment la modernité et les rapports avec les églises chrétiennes.
Le mouvement de la foi allemande poursuit l'objectif d'être une communauté religieuse officielle non-chrétienne et à égalité de droit avec les églises. Ses membres ne peuvent pas être membre d'une autre communauté religieuse. L'apostat ne semble pas possible.
Le 26 avril 1935, le mouvement de la foi allemande organise un événement au Sportpalast de Berlin. Selon Fritz Gericke (de), responsable de la section de Berlin et co-organisateur, il y a 18 000 participants. En marge du rassemblement, il y a des querelles avec les nazis et chrétiens présents comme le protestant Siegbert Stehmann.
Après l'événement, les tensions entre la direction de la DG autour de Hauer et Gericke d'une part et d'autre part les membres national-socialistes se renforcent. Gericke démissionne en juillet, Hauer quitte la présidence en mars 1936 puis le mouvement. Reventlow s'en va aussi. Cela s'explique par la pression des nazis qui reprochent un « ton soutenu ». Un groupe actif de nazis veut faire de la DG le bras des SS dans la lutte contre les églises chrétiennes.
Après le départ de Hauer et Reventlow, le mouvement passe sous le contrôle des SS. Cependant un nouveau « Führer » n'est pas trouvé. Finalement, en octobre 1936, Walter von Lingelsheim (de) devient le nouveau « Führer ».
Dans le même temps, Herbert Grabert et Hans Kurth fondent un nouveau mouvement de foi allemande, mais de courte durée. Hauer fonde une amicale et s'abstient de toute expression d'opinion politique et anti-chrétienne. En février 1937, Hauer dirige encore l'organe Deutscher Glaube, se concentre sur une vision du monde aryenne et abandonne son orientation anticléricale précédente.
En février 1937, Bernhard Wiedenhöft, avocat, devient « Führer ». Le mouvement, sous la pression des autorités nazies gênées par le mot bewegung, prend le 6 mai 1938 le nom de Kampfring Deutscher Glaube. Hauer refuse d'être à nouveau président en novembre 1938. Le Reichsring der gottgläubigen Deutschen se sépare du Kampfring.